# Американський нафтовий інститут

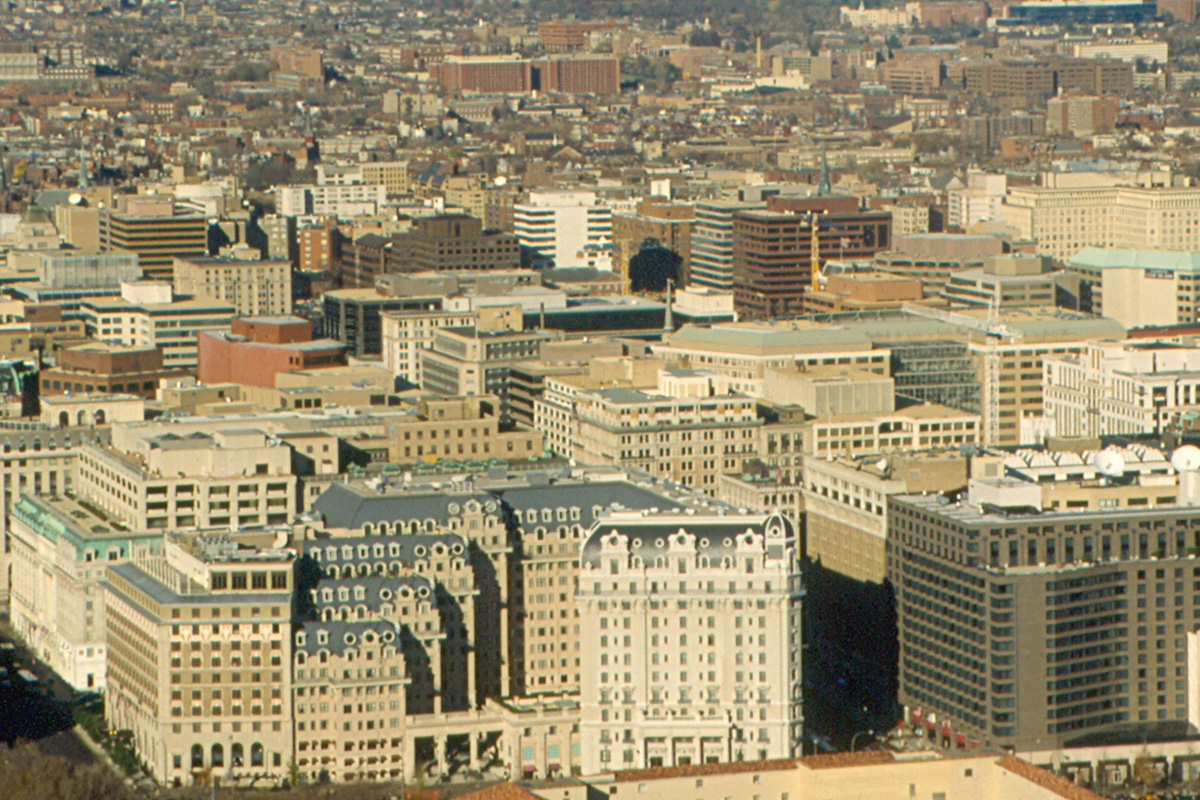
Американський нафтовий інститут. Вашингтон.

Американський нафтовий інститут, The American Petroleum Institute, зазвичай згадуваний як API, це головна недержавна організація в галузі нафти й газу в США, до якої входять представники близько 400 корпорацій, що займаються видобуванням, переробкою, збутом та іншими аспектами нафтогазової промисловості. API забезпечує діяльність з регулювання питань у галузі нафтової та газової промисловості.
Ще асоціацію можуть згадувати під назвою AOI, The American Oil Industry. Головні функції організації — це захист інтересів промисловості та переговори з урядовими, судововими та регулятивними державними органами; дослідження в економіці, токсикології, впливу на довкілля; створення стандартів та сертифікація; а також освітня діяльність.

## Історія
Хоча деяка кількість нафти видобувалась комерційно до 1859 року як побічний продукт із соляних свердловин, американська нафтова промисловість почала розвиватися у великих масштабах з відкриття нафти в свердловині Дрейка в західній Пенсільванії в 1859 році.
Американський інститут нафти був заснований 20 березня 1919 року в Нью-Йорку.
У 1959 році на симпозіумі, організованому Американським інститутом нафти та Вищою школою бізнесу Колумбії до сторіччя американської нафтової промисловості, фізик Едвард Теллер попередив тоді про небезпеку глобальної зміни клімату.
Едвард Теллер пояснив, що вуглекислий газ «в атмосфері викликає парниковий ефект» і що спалювання більшої кількості викопного палива може «розтопити льодовикову шапку та затопити Нью-Йорк».
У 1969 році API вирішив перенести свої офіси до Вашингтона, округ Колумбія.